# Kanalüberquerung
Kanalüberquerung wird eine Unternehmung genannt, bei welcher der Ärmelkanal an der Straße von Dover zwischen dem französischen Calais und dem englischen Dover, wo er beim Übergang in die Nordsee nur 36 km breit ist, überquert wird.

## Ballon
Am 7. Januar 1785 überquerten der französische Ballonfahrer Jean-Pierre Blanchard und der amerikanische Arzt John Jeffries als Erste den Ärmelkanal von Dover nach Calais mit einem Ballon.
In umgekehrter Richtung scheiterte am 15. Juni 1785 der Versuch durch Pilâtre de Rozier und Pierre Romain, die beide tödlich verunglückten.

## Schwimmen
Siehe Hauptartikel Kanalschwimmen
Am 24. und 25. August 1875 durchschwamm der Engländer Matthew Webb den Ärmelkanal von Dover nach Calais. Er benötigte 21 Stunden und 45 Minuten und legte dabei (wegen des Abtriebs durch die Strömungen) 73 Kilometer zurück.
Die erste Kanalschwimmerin, die ihr Ziel erreichte, war 1926 die US-Amerikanerin Gertrude Ederle. Sie benötigte 14 Stunden und 39 Minuten. Ein Jahr später folgte ihr die Engländerin Mercedes Gleitze. Heute versuchen sich jährlich rund 100 Menschen im Kanalschwimmen, von denen aber nur wenige erfolgreich sind. Dabei wird unterschieden, ob sie einen Wärmeschutzanzug tragen oder nicht. Der Zeitrekord wird seit 2007 vom Bulgaren Petar Stojtschew mit 06:57.50 gehalten.
Die Britin Susan Taylor sammelte via Website mehrere tausend Euro für ein Kinderhospiz und den britischen Diabetes-Verband. Sie schwamm Mitte Juli 2013 begleitet von einem Boot der CS&PF, erlitt im Kanal Herzprobleme, wurde von einem Helikopter aufgenommen und starb binnen zwei Stunden im Krankenhaus Boulogne-sur-Mer. „Weniger als 1000 Menschen haben den Ärmelkanal durchschwommen, nur einer von zehn Menschen, die für den Kanal trainieren, schafft es tatsächlich“, beschrieb sie den Kanal als größere Herausforderung als die Besteigung des Mount Everest.
Der Ärmelkanal ist eine Strecke der Ocean’s Seven, dem Äquivalent zu den Seven Summits (höchste Gipfel jedes Erdteils) im Bergsteigen.

## Flugzeug

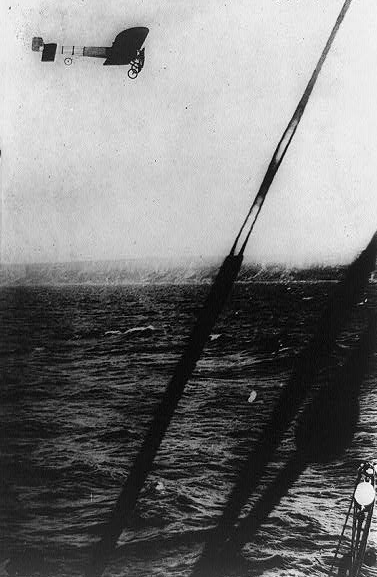
Louis Blériot in seinem Flugzeug über dem Ärmelkanal

1909 flog der Franzose Louis Blériot (1872–1936) mit seinem Eindecker Blériot XI über den Kanal. Sein Flug von Calais nach Dover dauerte 37 Minuten bei einer durchschnittlichen Flughöhe von 100 Metern. Blériot konnte somit den von der englischen Zeitung Daily Mail für die erste Kanalüberquerung ausgelobten Geldpreis („Cross Channel Prize“) in Höhe von £ 1.000 entgegennehmen.
1912 flog Harriet Quimby als erste Frau über den Kanal. Sie startete am 16. April um 5:30 Uhr morgens bei bewölktem Himmel in Dover und landete 59 Minuten später an einem Strand etwa 40 Kilometer von Calais entfernt. Sie flog einen 50-PS-Blériot XI-Eindecker, den sie von Blériot geliehen hatte.
1979 gelang es einem Menschen, mit einem pedalgetriebenen Flugzeug den Kanal zu überqueren.
1981 überquerte erstmals ein durch Sonnenenergie angetriebenes Flugzeug (ein Leichtflugzeug) von Paris aus den Ärmelkanal.
2009 überflog Gerard Thevenot den Kanal als erster mit einem Flugzeug, dessen Motor mit Wasserstoff angetrieben wurde.

## Hubschrauber
Am 6. September 1945 überflog der deutsche Testpilot Hans-Helmut Gerstenhauer zusammen mit den Mechanikern F. Will und H. Zelewsky den Kanal mit einem Hubschrauber des Typs Fa 223 V 14 auf einem Überführungsflug von Frankreich nach Beaulieu/Hants in Südengland.

## Amphibienfahrzeug
1959 überquerten drei Briten mit einer „fliegenden Untertasse“ den Ärmelkanal zwischen Calais und Dover.
Das erste Hovercraft, das unter sich ein komprimiertes Luftkissen erzeugt, auf dem es über das Wasser gleitet, benötigte für die 35 km lange Strecke 123 Minuten.
1968 begann eine neue Ära für den Fährverkehr auf dem Ärmelkanal. British Railways nahm den Betrieb mit zwei Luftkissenfahrzeugen auf. Nach einem Umbau 1976 konnten bis zu 418 Passagiere und 60 Autos in nur 30 Minuten von Dover nach Calais transportiert werden. Eine weitere Verbindung von Ramsgate nach Calais wurde aber bereits nach kurzer Zeit wieder eingestellt. Am 14. September 1995 überquerte das Hovercraft Princess Anne den Ärmelkanal in nur 22 Minuten. Dieser Rekord wurde bis heute nicht gebrochen.
2004 überquerte Richard Branson in einem Amphibienfahrzeug den Ärmelkanal in der Rekordzeit von einer Stunde und 40 Minuten.

## Tunnel und Eisenbahn
Den ersten konkreten Entwurf zum Bau eines Kanaltunnels entwickelte der französische Bergwerksingenieur Albert Mathieu-Favier im Jahre 1798.
1878 begann man nach den Plänen von William Low mit konkreten Arbeiten. Bis 1882 wurden auf beiden Seiten jeweils ca. 1.800 m Tunnel gebaut. Da England eine spätere Invasion durch die Franzosen fürchtete, wurden die Arbeiten 1883 eingestellt.
1957 griff man die Pläne erneut auf, allerdings kamen die Arbeiten angesichts der hohen Kosten auf britisches Bestreben hin 1973 erneut zum Erliegen.
1994 konnte der historische Traum endlich mit dem Eurotunnel zwischen Fréthun und Folkestone verwirklicht werden.

## Flügel
Am 31. Juli 2003 gelang es dem österreichischen Extremfallschirmspringer Felix Baumgartner, den Ärmelkanal mit einem Sprung aus 9.000 Metern Höhe zu überqueren. Nach dem Absprung über Dover glitt er mit einem speziell konstruierten Carbonflügel 35 Kilometer weit bis nach Calais, wo er den Fallschirm öffnete und sicher landete.
Am 25. September 2008 flog der schweizerische ehemalige Kampfpilot und heutige Linienpilot der Swiss Air, Yves Rossy, mit einem auf den Rücken geschnallten Flügel von 2,5 Meter Flügelspannweite und angetrieben von vier kleinen Düsen über den Ärmelkanal. Der Flug erfolgte von Calais (Frankreich) nach Dover (England) mit einer Geschwindigkeit von etwa 200 km/h. Für seinen Flug sprang er um 14.06 Uhr über Calais aus einer Höhe von 2.500 Metern aus einem Flugzeug ab. Zunächst fiel er im freien Fall und startete dann die Düsen, um den Flug zu beginnen. Nach 10:30 Minuten Vorwärtsflug erreichte er Dover und flog dort noch lokal, bevor er die Düsen abstellte und am Fallschirm landete. Sein Fluggerät hat Yves Rossy selbst aus Carbon-Material konstruiert und hergestellt. Der Flug wurde durch eine Helmkamera und begleitende Helikopter dokumentiert.

## Segeln und Rudern
Am 19. Oktober 1934 paddelte F. Christian mit seinem Kajak von Dover nach Calais, kam aber nach sechs Stunden nicht dort, sondern etwa 7 km entfernt bei Sangatte an. In dem Bericht über seine Fahrt weist er darauf hin, dass im gleichen Jahr vor ihm mehrere französische Paddler die Strecke Calais – Dover in acht Stunden zurückgelegt hatten.
Am 27. August 1972 ruderten Wolfram Neufert, Karl Kleine-Brockhoff, Karsten Neuheuser, Jochen Rudloff und Rainer Budweg vom Ruderklub am Baldeneysee aus Essen in fünfeinhalb Stunden mit einem geklinkerten Vierer mit Steuermann von Dover nach Calais.
Am 25. Mai 1975 überquerten Manfred und Jürgen Charchulla als erste Surfer auf einem Tandem den Kanal von Calais nach Dover.
Am 23. August 2005 überquerte die englische Seglerin Hilary Lister, die aufgrund einer Querschnittlähmung nur den Kopf bewegen kann und Segel und Ruderpinne ihres Bootes bewegt, indem sie in zwei Strohhalme bläst oder daran saugt, den Kanal zwischen Dover und Calais ohne fremde Hilfe. Sie benötigte 6 Stunden und 13 Minuten.

## Militärische Unternehmen
- 55 und 54 v. Chr.: Caesars Britannienfeldzüge (Rom)
- ab 1066: Normannische Eroberung Englands
- 1213: Gescheiterter französischer Invasionsversuch (Seeschlacht bei Damme)
- 1347: Nach einjähriger Belagerung erobert der englische König Edward III. im Hundertjährigen Krieg die Stadt Calais.
- 1415: Krieg Heinrich des V. gegen Frankreich (beginnt mit Invasion)
- Mai/Juni 1692: Die Seeschlachten von Barfleur und La Hougue im Pfälzischen Erbfolgekrieg beenden die französischen Invasionsversuche gegen England.
- 21. Oktober 1805: Schlacht von Trafalgar zur Verhinderung einer Invasion Englands durch Napoléon
- Mai/Juni 1940: Im Zweiten Weltkrieg konnte die Royal Navy in der Operation Dynamo den größten Teil der nach Dünkirchen geflüchteten französischen und britischen Truppen nach England retten.
- Juni 1944: Operation Overlord der Westalliierten zur Anlandung der Invasionsarmee in Frankreich mit circa 6.000 Schiffen, 12.000 beteiligten Flugzeugen, 1.100.000 Soldaten und der vorübergehenden Anlegung von zwei künstlichen Frachthäfen vor der französischen Küste